# کازوئو ایتو (ورزشکار)
کازوئو ایتو (انگلیسی: Kazue Ito؛ زادهٔ ۲۲ دسامبر ۱۹۷۷) بازیکن سافت‌بال اهل ژاپن است. این ورزش متعلق به انگلیس است و در آسیا رشد چندانی نداشته است.